# Ernst Kaltenbrunner
Ernst Kaltenbrunner (4. října 1903 Ried im Innkreis – 16. října 1946 Norimberk) byl rakouský advokát a v letech 1942–1945 velitel RSHA.

## Život

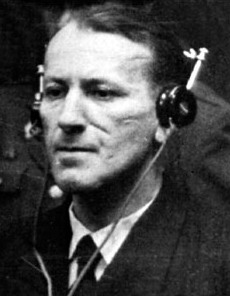
Ernst Kaltenbrunner během Norimberského procesu.

Narodil se do rodiny advokáta Huga Kaltenbrunnera a jeho manželky  Theresie, rozené Utwardy. Po gymnáziu v Linci nastoupil na univerzitu ve Štýrském Hradci. Poté pracoval jako právník v Linci a Salcburku.
V roce 1932 vstoupil do rakouské NSDAP a SS. Roku 1934 se stal vůdcem SS v Rakousku. Tentýž rok byl obviněn a vězněn šest měsíců za spoluúčast na vraždě Engelberta Dollfuße. O rok později byl uvězněn znovu, opět na šest měsíců za vlastizradu.
Po anšlusu Rakouska byl jmenován velitelem policie ve Vídni. Roku 1941 byl povýšen na generálmajora policie. Po atentátu na Reinharda Heydricha v roce 1942 převzal jeho místo v RSHA. V této funkci měl na starosti konečné řešení židovské otázky.
V roce 1944, po atentátu na Adolfa Hitlera hrabětem Stauffenbergem, měl na starosti stíhání viníků. Na konci druhé světové války, v květnu 1945, byl zajat americkou armádou. V Norimberském procesu byl odsouzen k trestu smrti oběšením. Dne 16. října 1946 byl popraven.
Z manželství s Elisabeth Ederovou (1908–2002), která byla rovněž členkou NSDAP, měl tři děti.  Udržoval dlouhodobý milenecký vztah s ovdovělou Giselou Wolfovou (1920–1983), rozenou hraběnkou von Westarp. Její manžel Paul Wolf padl v dubnu 1943 během Tuniského tažení. V roce 1945 se jim narodila dvojčata, Ursula a Wolfgang.

## Vyznamenání
- Německý kříž, stříbrný, udělen 22. 10. 1943
- Sudetská pamětní medaile
- Medaile za Anschluss